# Karl May Festspiele
De Karl May Festspiele of Karl May Spiele zijn opvoeringen van dramatiseringen van de werken van de Duitse schrijver Karl May, die meestal in de open lucht plaatsvonden. Dit evenement bestond reeds voor en tijdens de Tweede Wereldoorlog, vooral in het Saksische Rathen of in Werder (Havel).
De bekendste Karl May Festspiele zijn:
- de Karl May Festspiele in het Sleeswijk-Holsteinse Bad Segeberg. Hier vinden sinds 1952 jaarlijks opvoeringen plaats in het openluchttheater aan de Kalkberg.
- de Karl May Festspiele in het Sauerlandse Elspe, gemeente Lennestadt, die reeds in 1958 Karl May speelden en zich sinds 1964 deze traditie eigen hebben gemaakt.
- de Karl May feestdagen in het Saksische Radebeul, die ieder jaar in mei plaatsvinden.

Verdere Karl May opvoeringen (tegenwoordig zijn er meer dan tien podia in de gehele Duitstalige regio), deels naar Elspes of Bad Segeberger voorbeeld, waren of zijn in:
- Rathen (Karl May-stukken op de Felsenbühne Rathen, sinds 1938)
- Mörschied
- Bischofswerda
- Burgrieden
- Dasing (Zuidduitse Karl May Festspiele)
- Gföhl
- Kirchberg am Wagram
- Pluwig
- Ratingen (aan de Blaue See, 1949 tot 1994)
- Weitensfeld (1995 tot 2013)
- Winzendorf
- Twisteden

De kwaliteit en het aanbod van de producties loopt sterk uiteen. Het varieert van actiespektakels tot kamerspelen.